# Sendagaya

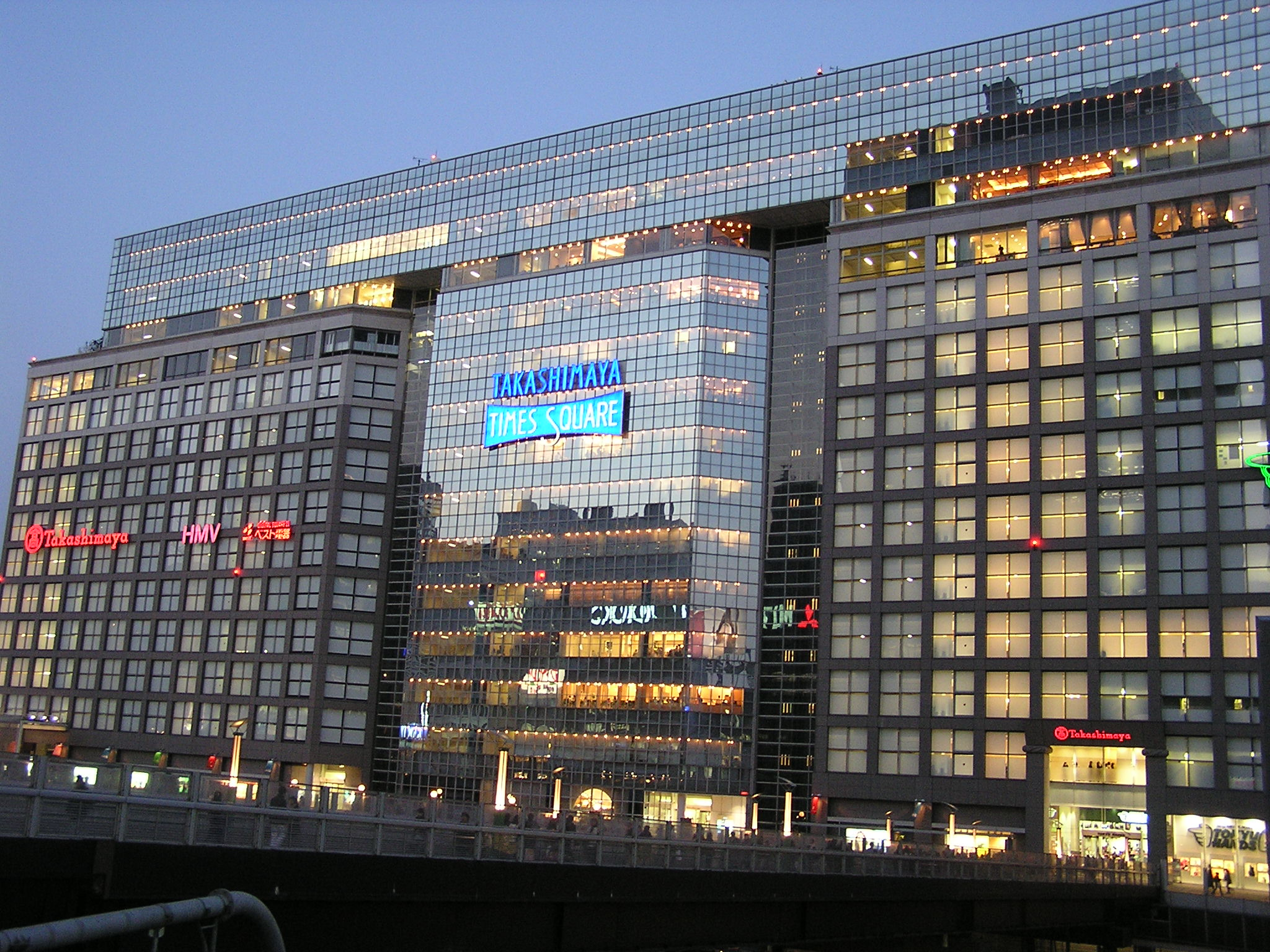
Takashimaya Times Square, Sendagaya 5-chome

Sendagaya (千駄ヶ谷?) (千駄ヶ谷) Es un área dentro del barrio de Shibuya, uno de los 23 barrios especiales de Tokio.

## Introducción

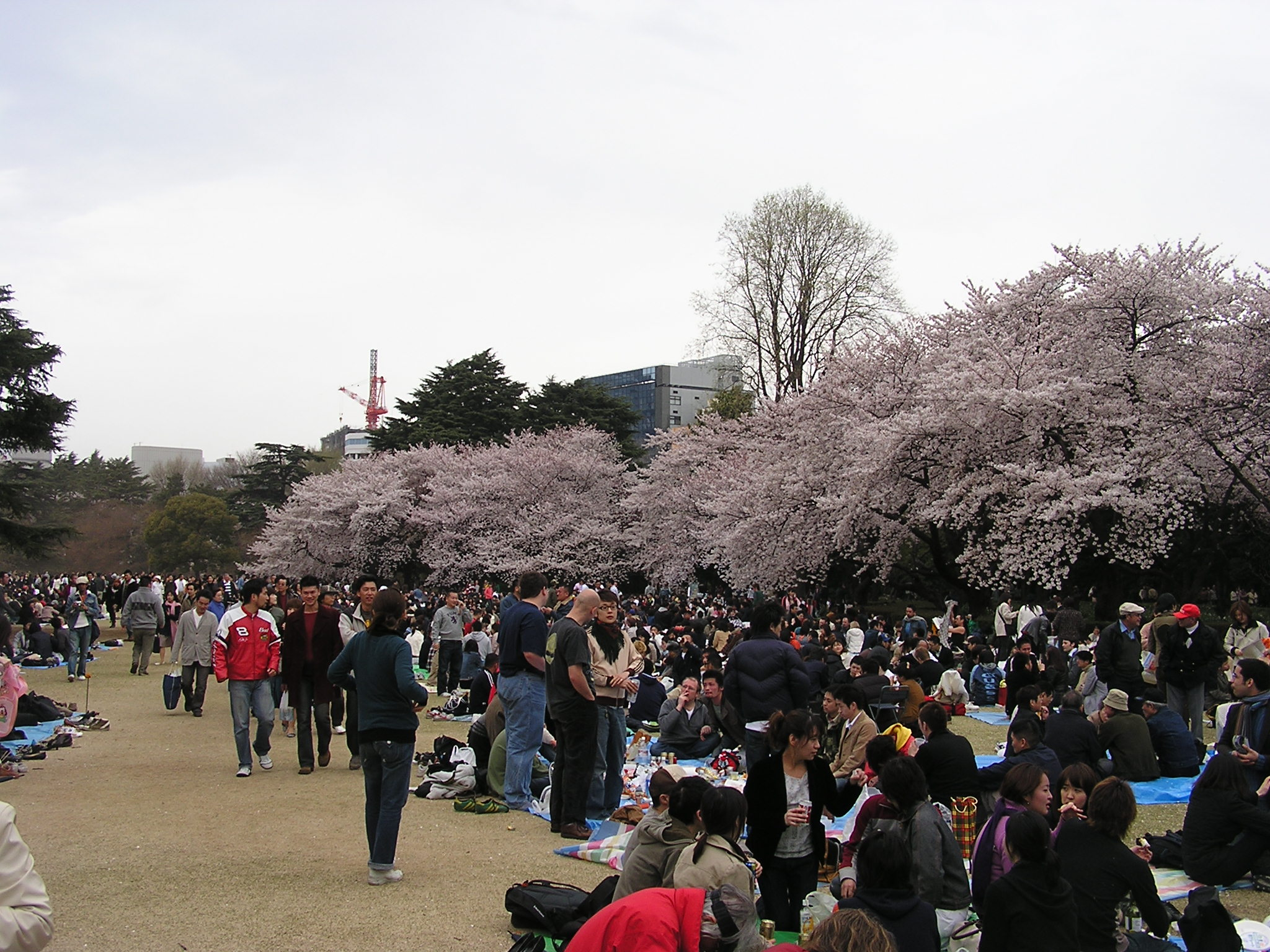
2006 Hanami en Shinjuku Gyoen 2006

Sendagaya está localizada en un área verde urbana en el barrio de Shibuya, entre el barrio de Shinjuku y Shinjuku Gyoen  (Jardines Imperiales de Shinjuku).  El Estadio Olímpico de Tokio, también conocido como Estadio Olímpico, se ubica al este de Sendagaya. El Santuario Meiji y la estación Yoyogi se encuentran al oeste.  Jingumae y Harajuku se localizan hacia el sur. Muchos locales culturales y deportivos importantes están localizado dentro y alrededor de Sendagaya.

## Sitios de interés

### Cultural

#### Teatro

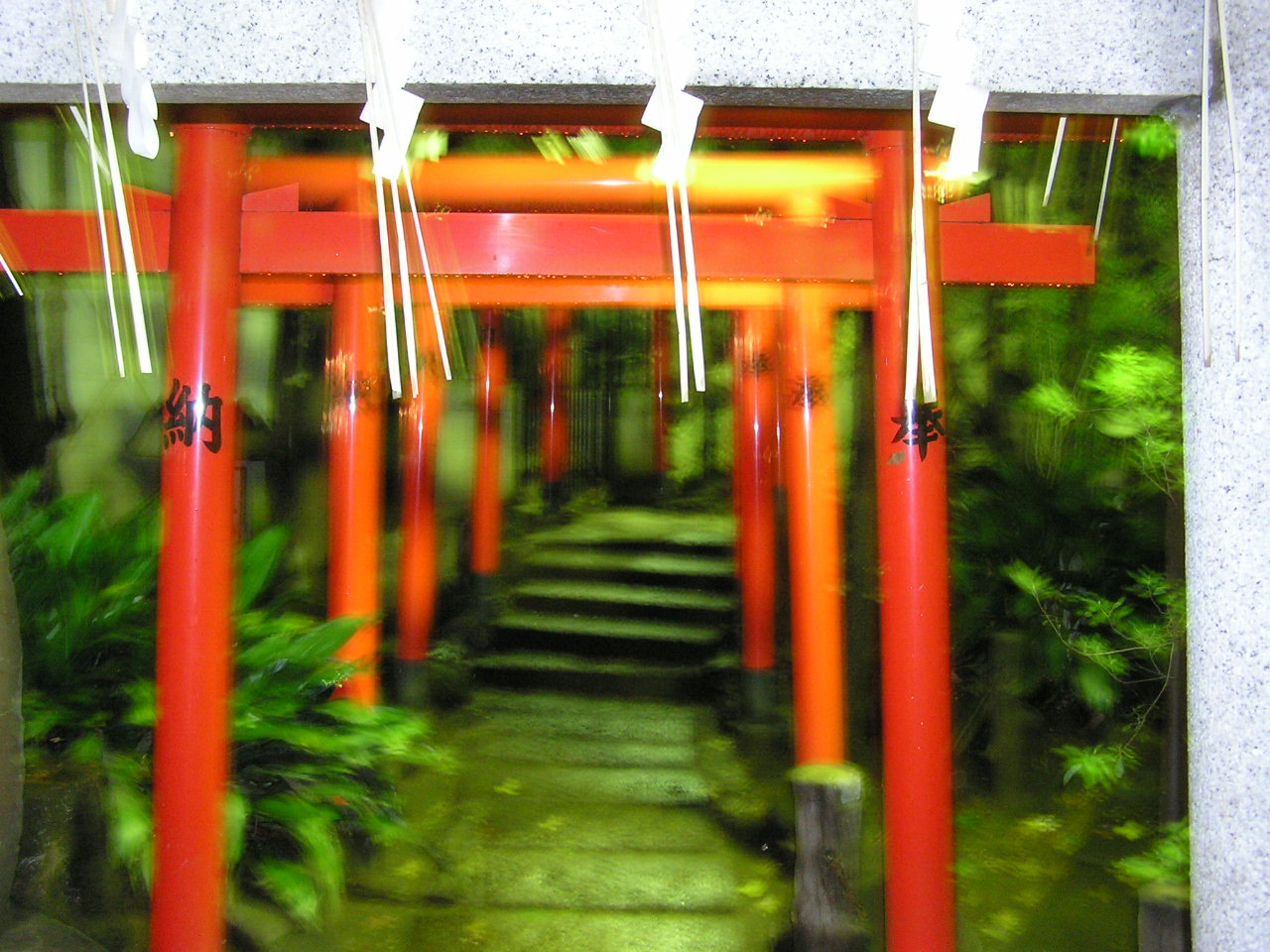
Puertas Torii en Hato no Mori Hachiman Shrine

En Sendagaya se encuentran varios teatros y las organizaciones lo relacionan con las artes, como el Teatro Nacional Noh, diseñado por Hiroshi Oe e inaugurado en 1983.
También se encuentra el Teatro del Sur Kinokuniya, el auditorio de música clásica Tsuda (津田ホール), la Federación de Compositores de Japón, la Asociación de Artes de Teatro de Japón, la Asociación de Empresas de Música de Japón, La Fundación de Ópera Tokyo Nikika y el Centro japonés del Instituto Internacional de Teatro.

#### Santuarios
A poca distancia de la estación se encuentral el Santuario Hato no Mori Hachiman, un oasis de tranquilidad con pinos de 300 años. Este pequeño santuario es un importante sitio histórico de Shibuya.  Dentro del santuario hay un escenario de artes escénicas japonesas y un montículo fujizuka, una réplica del Monte Fuji hecha con piedras del mismo Monte Fuji.

### Deportes

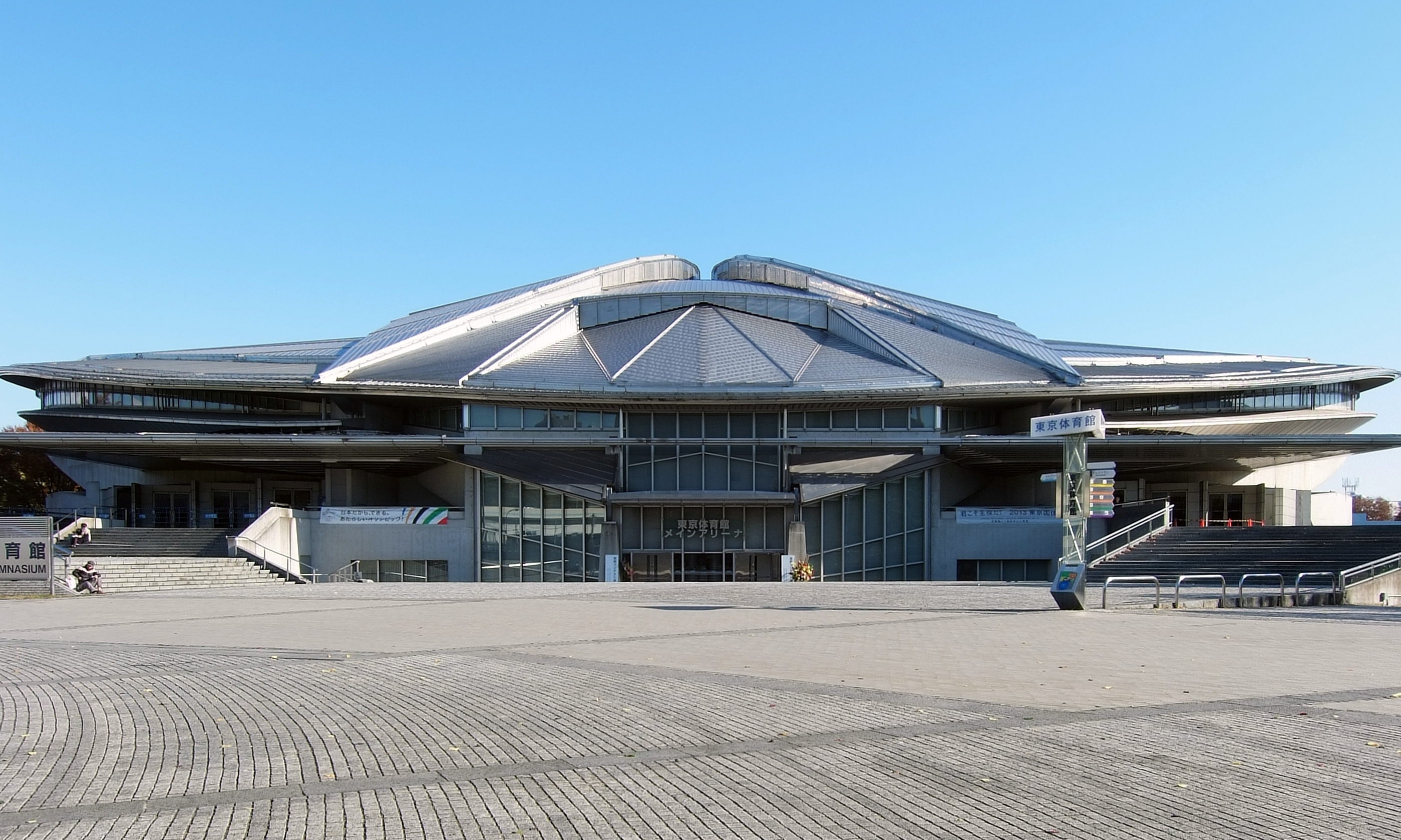
Día soleado en el Gimnasio Metropolitano de Tokio.

Un gran número de complejos deportivos se encuentran cerca de Sendagaya, incluyendo el Estadio Olímpico de Tokio que se construyó para los Juegos asiáticos de 1958 y posteriormente utilizados para las Olimpiada de Verano de 1964.
La arquitectura japonesa moderna se muestra directamente delante de la estación de metro de Sendagaya en el Gimnasio Metropolitano de Tokio, el cual alberga una piscina de medida olímpica, así como una piscina exterior de 25 m. y una pista exterior ovalada. El Gimnasio Metropolitano de Tokio fue construido en 1991 y fue diseñado por el arquitecto japonés y ganador del premio Pritzker, Fumihiko Maki.

### Embajadas
- Embajada de la República Democrática del Congo.
- Embajada del Reino de Marruecos.

### Escuelas
- Academia de Diseño del Tokio (東京デザイン専門学校).
- Universidad de diseño Nipón (日本デザイン専門学校).
- Escuela de Empresariales Tsuda.

- Datos: Q263347
- Multimedia: Sendagaya / Q263347